# Sonny Burgess
Pour les articles homonymes, voir Burgess.
 (août 2017).
- Si vous ne connaissez pas le sujet, laissez ce bandeau (vous pouvez alors contacter les auteurs).
- Si vous supprimez le contenu mis en cause (vous pouvez préalablement contacter les auteurs),

argumentez précisément cette suppression dans la page de discussion
(un manque de référence n'est pas un argument ; une recherche réelle de référence doit avoir été effectuée, être formellement documentée).
 (août 2017).
Si vous disposez d'ouvrages ou d'articles de référence ou si vous connaissez des sites web de qualité traitant du thème abordé ici, merci de compléter l'article en donnant les références utiles à sa vérifiabilité et en les liant à la section « Notes et références ».
Albert Austin Burgess, dit Sonny Burgess, né le 28 mai 1931 à Newport (Arkansas) et mort le 18 août 2017 à Little Rock (Arkansas), est un guitariste et un chanteur de rock 'n' roll, rockabilly et de country américain.

## Biographie

### Début de sa carrière
Né dans une ferme de Newport (Arkansas) à 60 miles de Memphis. Au début des années 1950, Sony Burgess joue du boogie woogie dans les salles de danse et les bars autour de Newport.Le groupe de boogie woogie appelé les Ramblers Rocky Road  est composé de Kern Kennedy, Johnny Ray Hubbard et Gerold Jackson. En 1954, après un passage de trois ans (1951-1953) dans l'armée américaine, Sonny Burgess relance le groupe qu'il baptise The Moonlighters qui se produit régulièrement au Silver Moon Club de Newport.
Il attire alors l'attention de Sam Phillips de Sun Records à Memphis, qui lui propose de l'auditionner et de lui faire enregistrer un disque. Son style, renforcé par l'emploi d'un trompettiste, est unique dans les annales du rock 'n' roll blanc.

### Chez Sun records
Après les conseils de son producteur de disques,Sam Phillips de Sun Records le groupe s'élargit pour former les Pacers. Le premier disque We Wanna Boogie sort le 2 mai 1956 chez Sun Records à Memphis avec le morceau Red Headedd Woman sur la face B qui sont de véritables chefs-d'œuvre de rockabilly. Il est l'un des rares artistes Sun à se démarquer nettement de l'influence d'Elvis Presley, puisant son inspiration directement dans le rhythm and blues. En 1956, le trio Burgess, Smith et Kennedy est rejoint par Joe Lewis à la guitare, Jack Nance à la trompette, Johnny Hubbard à la basse et forme le groupe Les Pacers.

### Animateur d'émissions radio
Sonny Burgess se produit sur les radios country de la région de Memphis, plus précisément sur la radio noire WDIA. Il sera aussi disc-jockey sur la station WLAC de Nashville, animant chaque soir un programme de rhythm and blues. Sonny Burgess anime un programme hebdomadaire appelé We Wanna Boogie en liaison avec June Taylor. Ce programme est diffusé chaque samedi soir entre 17 h et 19 h (heure de l'Arkansas) sur la station KASU de Jonesboro (Arkansas). Fréquence FM : 91.9 MHz.

### Un nouveau public
Il enregistre pour Sun Records jusqu'en 1960, puis se produira alors uniquement dans les différents bars de l'Arkansas.Sonny se sépare ensuite de son groupe Les Pacers et on n'entendra plus parler de lui jusqu'à la fin des années 1970 où il réapparaît avec la vague Rockabilly qui submerge alors l'Europe. Plusieurs de ses anciens disques de la période Sun sont alors réédités, ainsi que de nouvelles versions pour différents labels. En 1992 le chanteur du groupe des Blasters, Dave Alvin participera à l'album Tennessie Border en compagnie de Sonny Burgess pour le label High Tone Records, de même que plus tard pour le label Rounder Records. En 1999, il fait sensation avec son groupe fétiche Les Pacers, reformé pour l'occasion, au cours d'un concert Rockabilly à Las Vegas. Il enregistrera Still Rockin'and Rollin en 2000, qui sera classé comme le meilleur album country en Europe.

### Intronisé au Rockabilly Hall of Fame
Sonny Burgess est intronisé au Rock and Roll Hall of Fame en 1999 et se produit depuis sous le nom de The Legendary Pacers. Il rencontre la même année un véritable succès au cours d'un concert de rockabilly à Las Vegas au Nevada.En 2006 son groupe et Sonny Burgess sont acclamés au national Folk Festival de Richmond en Virginie devant un public enthousiaste.

## Discographie
| Année | Titre                                         | Label                  |
| ----- | --------------------------------------------- | ---------------------- |
| 1956  | We Wanna Boogie / Red Headed Woman            | Sun Records            |
| 1957  | Ain’t Got A Thing / Restless                  | Sun Records            |
| 1958  | My Bucket’s Got A Hole In It / Sweet Misery   | Sun Records            |
| 1958  | Thunderbird / Itchy                           | Sun Records            |
| 1960  | Sadie’s Back In Town / A Kiss Goodnite        | Phillips International |
| 1960  | Sadie’s Back In Town / A Kiss Goodnite        | London Records         |
| 1963  | That Girl Next Door / Today                   | Abdur Records          |
| 1964  | Lawdy Miss Claudia / Willie and the Hand Jive | Razorback Records      |
| 1965  | Mary Lou / It Is Wrong                        | Razorback Records      |
| 1966  | School Days / Lonely Hours                    | Razorback Records      |
| 1967  | St. Louis Blues / Baboo                       | Razorback Records      |
| 1967  | Don’t Let Me Hand Around / Restless           | Razorback Records      |
| 1967  | Odessa / Fraulein                             | Razorback Records      |
| 1968  | 500 Miles / Tuesday, Tomorrow and Forever     | Rolando Records        |
| 1968  | Blues Stay Away from Me / Fraulein            | ARA Records            |
| 1975  | Feel So Good / My Baby                        | Sun Records            |
| 1975  | Daddy Blues / One Night                       | Sun Records            |
| 1975  | So Glad You're Mine / All My Sins Are Taken   | Sun Records            |
| 1976  | Honey Hush / Matchbox                         | Black Jack Records     |
| 1995  | Hittin' That Jug !                            | Avi Records            |
| 1996  | Sonny Burgess has stil got It                 | Rounder Records        |
| 2000  | Sonny Burgess -Arkansas Rock'N'Rol            | Stomper Time Records   |
| 2006  | Sonny Burgess Rhythm Rockers - Tear It Up !   | St Georges Records     |